# Climats - vinogradna območja v Burgundiji
Climats - vinogradna območja v Burgundiji (angleško Climats, terroirs Burgundy je kulturna krajina in vrsta lokacij, ki ponazarjajo vinogradniške prakse vinske regije Burgundije. Climats so majhne, natančno omejene parcele, ki se med seboj razlikujejo po mikroklimi, geografiji, tleh in vrsti grozdja. Burgundski climats so rojstni kraj sistema terroir francoskega vina, kjer ima vsaka geografska regija svoje edinstveno vino. Regija je bila leta 2015 vpisana na seznam svetovne dediščine UNESCO zaradi svojega zgodovinskega pomena in pomena pri pridelavi in razvoju vina.

### Opis in zgodovina
Novembra 2006 je bila kandidatura družine Climat za status svetovne dediščine UNESCO uradno predstavljena med prodajo vina v hospicu de Beaune, v prisotnosti županov Beauneja Alaina Suguenota in Dijona Françoisa Rebsamena ter Auberta de Villaina, predsednika BIVB (Medpoklicnega urada za burgundska vina). Aprila 2009 so bili Climatsi Burgundije uvrščeni na francoski seznam svetovne dediščine in predstavljeni Nacionalnemu odboru za francosko dediščino. Francosko ministrstvo za kulturo in ekologijo je vlogo odobrilo.
Priprava dokumentacije za vlogo je trajala od leta 2009 do 2012. Vinorodne regije Burgundije so morale dokazati univerzalno vrednost podnebja Climats z merili, ki jih je določil UNESCO in predlagati orodja upravljanja za njihovo zaščito. Dokumentacija je bila sestavljena s podporo lokalnih deležnikov in znanstvenega odbora 36 geologov, zgodovinarjev, geografov, klimatologov, jezikoslovcev, sociologov, biologov in kmetijskih inženirjev. Po treh letih je bila dokumentacija, ki je obsegala več kot 600 strani, predložena francoskemu ministru za kulturo. Leta 2014 je ministrica za kulturo in komunikacije Aurélie Filippetti predložila predlog Unescu. Center za svetovno dediščino je potrdil popolnost dokumentacije in vlogo predložil v oceno svojima svetovalnima organoma, Mednarodnemu svetu za spomenike in najdišča (ICOMOS) in Mednarodni zvezi za varstvo narave (IUCN).
Mednarodni strokovnjaki so jeseni 2014 obiskali območji v regiji, da bi ocenili njihovo ustreznost glede na merila UNESCO, stanje ohranjenosti in upravljanje. Člani Unescovega odbora za svetovno dediščino so 4. julija 2015 na svojem 39. zasedanju v Bonnu odobrili vlogo, podnebne območji burgundskih vinogradov pa so bili priznani kot območje Unescove svetovne dediščine. Uradna slovesnost ob vpisu Climats du vignoble de Bourgogne na seznam Unescove svetovne dediščine je potekala 29. aprila 2016 v gradu Château Clos de Vougeot.
Območje svetovne dediščine je sestavljeno iz dveh delov: 
- Prvi je zgodovinsko središče Dijona, kjer so natančno parcelirani climats opredeljeni in regulirani že od srednjega veka.
- Drugi del območja obsega vinograde in lokacije za pridelavo vina v bližini mesta Beaune ter regij Côte de Nuits in Côte de Beaune južno od Dijona. V regiji prevladujejo glinasto-apnenčasta tla, vendar je izjemna raznolikost sestave tal, mikroklime in geografije privedla do velike raznolikosti vin. Skupno obstaja približno 1247 različnih climats, vsak s svojo posebno definicijo in certifikatom Appellation d'origine contrôlée (AOC). Številne meje teh parcel (označene s potmi, kamnitimi zidovi ali ograjami) so bile zgrajene leta 1938 in so vidne še danes.

V 5. in 6. stoletju so s širjenjem krščanstva v regiji na pobočjih Côtes ustanovili vinograde. Razvoj cistercijanskega reda v 11. stoletju in lastništvo vinogradov s strani pripadnikov meščanstva v 12. in 13. stoletju sta prispevala k zelo parcelirani naravi pokrajine. V 16. stoletju se je razvil koncept climats, pri čemer se je vsaka parcela ponašala s svojim vinom. Ta sistem se je razvil v AOC in sedanji koncept opisovanja vin z natančne lokacije, kjer so bila pridelana.